# The Walled Off Hotel

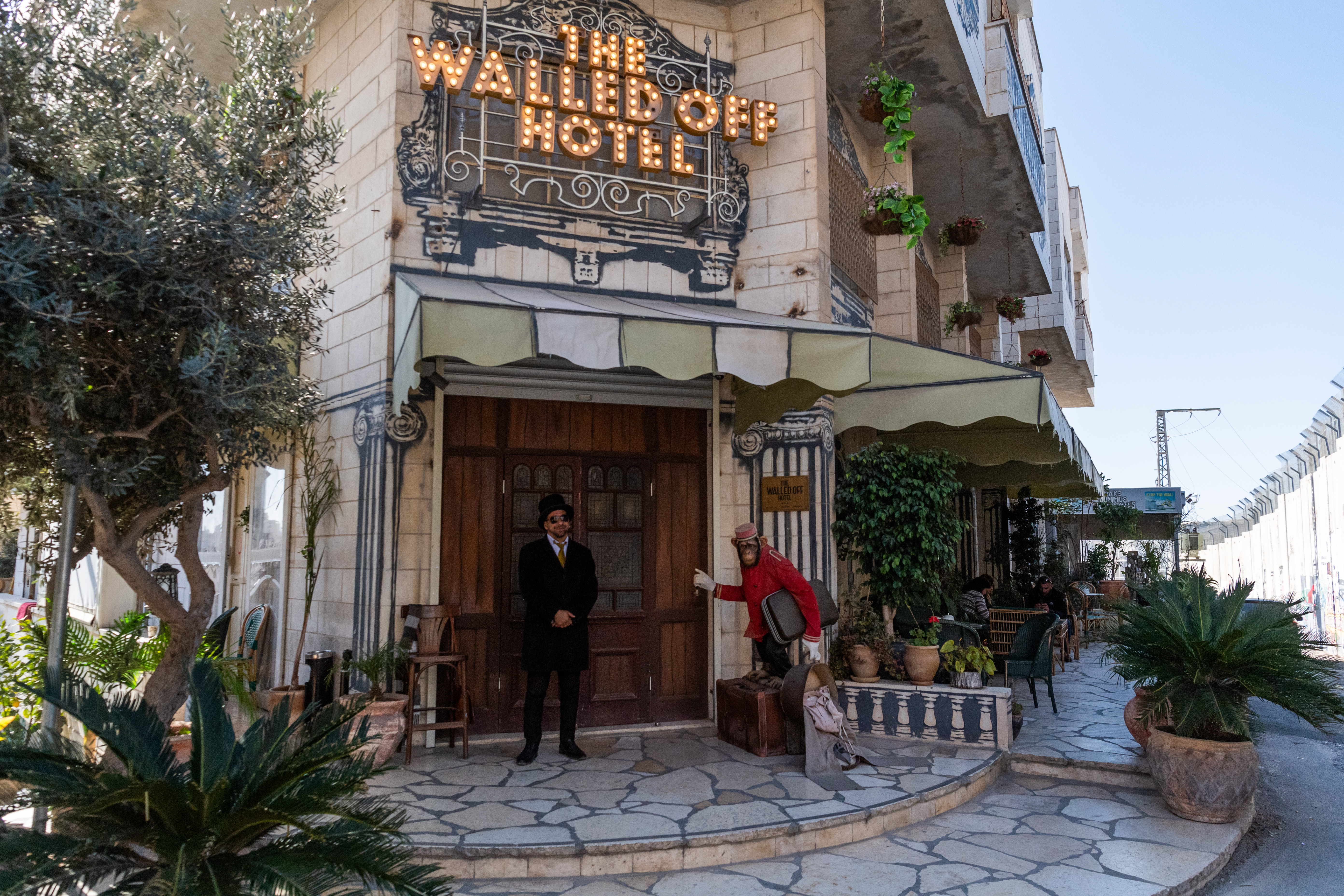
Eingang mit Hotelpage; rechts das Sperrwerk (2019)

The Walled Off Hotel (englisch für Das eingemauerte Hotel) ist ein Boutique-Hotel und politisches Kunstprojekt des britischen Streetart-Künstlers Banksy in der palästinensisch verwalteten Stadt Bethlehem. Es befindet sich nur wenige Meter von einer Mauer der israelischen Sperranlagen entfernt, die in diesem Gebiet quer durch das Westjordanland verlaufen. Der Name ist eine Anspielung auf die bekannte Luxushotelkette Waldorf Astoria. Nach dem Terrorangriff der Hamas auf Israel am 7. Oktober 2023 wurde das Hotel mit Galerie und Museum bis auf Weiteres geschlossen.

## Standort
Das Hotel mit integriertem Museum und Galerie befindet sich an der Adresse 182 Caritas Street im nördlichen Bethlehem im Gebäude einer früheren Töpferwerkstatt. Lediglich eine schmale Gasse trennt das mehrstöckige Eckhaus von einem 2002 fertiggestellten, acht Meter hohen Mauerabschnitt der israelischen Sperranlagen. In der näheren Umgebung liegen der muslimische Friedhof der Stadt sowie das Palästinensische Kulturzentrum und das Naturhistorische Museum Palästinas. Das historische Stadtzentrum mit der Geburtskirche ist rund 30 Gehminuten entfernt.

## Geschichte

Mädchen mit Luftballons (2005), Stencil in Qalandia

Banksy reiste 2005 erstmals nach Palästina und hinterließ in Bethlehem und Qalandia mehrere Stencils und Murals an den israelischen Sperranlagen. Andere Künstler folgten seinem Beispiel und schufen mit ihren Aktionen eine Art „Freilichtmuseum“ entlang der Mauer. Banksys klar propalästinensische Werke umfassen ein Mädchen, das mit Luftballons über die Mauer zu schweben versucht, eine Friedenstaube in kugelsicherer Weste und ein Kind mit Eimer und Schäufelchen, vor dem sich ein riesiger Spalt im Stahlbeton auftut. 2016 wurden ihm vier weitere Murals in Gaza zugeschrieben, darunter die Darstellung einer griechischen Göttin in den Trümmern eines zerstörten Hauses.
2017 jährte sich – neben dem 50. Jubiläum des Sechstagekriegs – zum 100. Mal die Abfassung der Balfour-Deklaration, in der Großbritannien sein Einverständnis mit der Errichtung eines jüdischen Staates in Palästina erklärte und so den Grundstein für das moderne Israel legte. Zur Hoteleröffnung am 20. März veröffentlichte Banksy folgendes Statement:

“It’s exactly 100 years since Britain took control of Palestine and started rearranging the furniture – with chaotic results. (…) It felt like a good time to reflect on what happens when the United Kingdom makes a huge political decision without fully comprehending the consequences.”

„Es ist exakt 100 Jahre her, dass Großbritannien die Kontrolle über Palästina übernommen und damit begonnen hat, die Möbel umzustellen – mit chaotischen Resultaten. (…) Es fühlte sich wie ein guter Zeitpunkt an, darüber zu reflektieren, was passiert, wenn das Vereinigte Königreich große politische Entscheidungen trifft, ohne die Konsequenzen zu begreifen.“

Das Hotel mit Blick auf die Mauer, der laut Eigenwerbung „schlechtesten Aussicht der Welt“, soll seinen Besuchern einen „Zustand erfahrbar machen, der sonst nur als Problem der fernen Weltpolitik wahrgenommen wird“. Banksy, der stets beteuert, mit keiner politischen Gruppierung in Kontakt zu stehen, betonte, dass jeder Gast willkommen sei, und hoffte, speziell junge Israelis ansprechen zu können. Da ursprünglich als temporäres Projekt geplant, fanden vor allem im ersten Jahr seines Bestehens zahlreiche Veranstaltungen statt. Am Jahrestag der Balfour-Deklaration organisierte Banksy einen ironischen Festakt an der Mauer, bei dem ein Double der Queen eine in den Stahlbeton geritzte Gedenktafel mit der Inschrift „Er… Sorry“ enthüllte. Einen Monat später inszenierte er gemeinsam mit den Regisseuren Danny Boyle und Riham Isaac auf dem Hotelparkplatz ein alternatives Krippenspiel unter dem Titel The Alternativity, das erfolgreich auf BBC Two ausgestrahlt wurde. Im Februar 2018 nahm eine Gruppe britischer und palästinensischer Musiker um Brian Eno und Róisín Murphy vor Ort das Album Block 9 Creative Retreat Palestine als Zeichen des Protests gegen die Mauer auf. Nachdem das Hotel bereits in den ersten Wochen rund 700 tägliche Besucher hatte verzeichnen können, kamen laut Manager Wisam Salsaa in den ersten beiden Jahren 130.000 Gäste, die meisten davon aus Europa, insbesondere aus dem Vereinigten Königreich.
Am 12. Oktober 2023 – fünf Tage nach dem Terrorangriff der Hamas auf Israel – verlautbarte das Hotel auf seiner Website, seine Türen bis auf Weiteres zu schließen.

## Beschreibung
Das Walled Off Hotel baut in vielerlei Hinsicht auf der Erfahrung von Banksys „Bemusement Park“ Dismaland auf, den der Künstler 2015 im westenglischen Weston-super-Mare realisiert hatte. Über der Eingangstür prangt eine Leuchtreklame, darunter empfängt eine am Fuß angekettete Schimpansenpuppe in Pagenkleidung den Besucher. Die größtenteils von Banksy selbst gestaltete Inneneinrichtung folgt einem dystopisch-kolonialen Thema. Den Salon mit Rezeption und Teezimmer beschrieb Emma Graham-Harrison im Guardian als „beunruhigende Version eines Gentlemen’s Club“. An einem Schreibtisch sitzt eine animatronische Nachbildung von Arthur James Balfour, die per Knopfdruck aktiviert werden kann. Ein selbstspielender Flügel steht vor einer Wand, von der drei Putti mit Sauerstoffmasken baumeln. Die Wand daneben ist von Überwachungskamera-Attrappen, Steinschleudern und Porzellangeschirr mit britisch-royalen Motiven übersät. Das im Kamin flackernde Feuer leuchtet unter einem Schutthaufen hervor, der dem Schauplatz eines Bombenangriffs nachempfunden ist. Ein vormals darüber platziertes Triptychon namens Mediterranean Sea View, das Meeresküsten mit in der Brandung schwimmenden, herrenlosen Rettungswesten zeigt, wurde 2020 für 2,2 Millionen Pfund versteigert. Den Erlös spendete Banksy an eine lokale Wohltätigkeitsorganisation, die Behinderte bei der Rehabilitation unterstützt. Eine Büste der antiken Gottheit Apollon ist in eine Wolke von Tränengas gehüllt. In den Regalen stehen ausgewählte Bücher wie A Room With a View und Cage Me a Peacock.
Das dreigeschossige Hotel verfügt über neun Zimmer und eine Präsidentensuite, die alle mit Blick auf die Mauer – oder darüber hinweg auf eine israelische Siedlung – ausgerichtet sind und pro Tag lediglich 25 Minuten Sonnenlicht abbekommen. Während die Suite laut Hotelangaben mit allem ausgestattet ist, was „ein korruptes Staatsoberhaupt braucht“, setzt sich das Zimmer der günstigsten Preiskategorie aus Möbeln israelischer Armeeüberschüsse zusammen. In den Zimmern befinden sich weitere Kunstwerke Banksys, unter ihnen das berühmteste Gemälde vor Ort, Pillow Fight, auf dem ein israelischer Soldat und ein vermummter Palästinenser sich eine Kissenschlacht liefern. Das Motiv ist eine Reminiszenz an Francisco de Goyas Kampf mit Knüppeln.
Das Gemälde hängt über einem Doppelbett, sodass der Eindruck entsteht, die abgebildeten Federn würden auf die Schlafenden herabregnen.

Einrichtung
Apollon-Büste mit Tränengaswolke
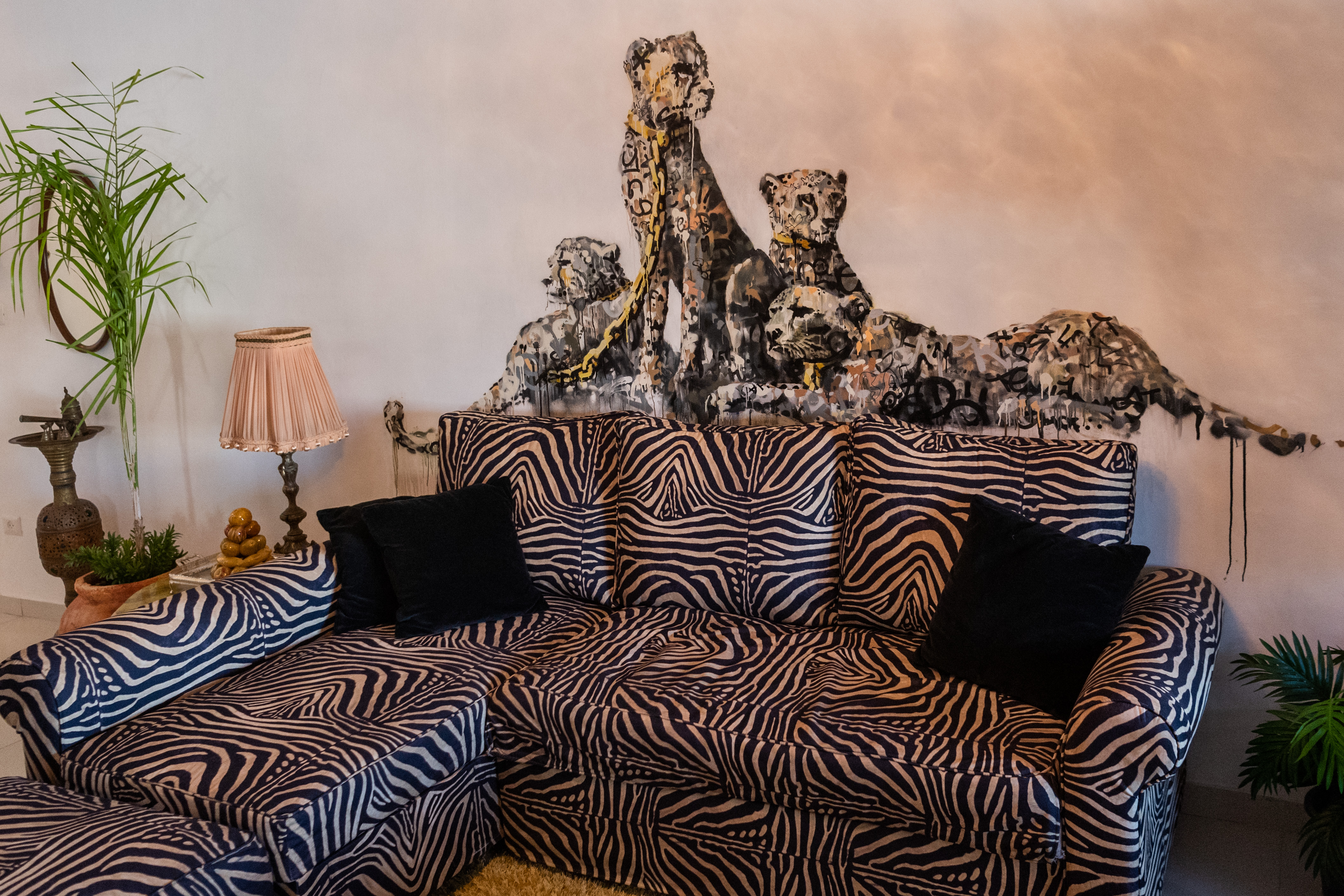
Sofa in der Präsidentensuite
Himmelbett in der Präsidentensuite
Putti mit Sauerstoffmasken

Ebenfalls im Haus befindet sich die erste Galerie Bethlehems, die sich ausschließlich palästinensischen Künstlern widmet. Die Werke wurden anfangs für bis zu 10.000 Dollar verkauft. Des Weiteren ist in den Räumlichkeiten des Walled Off Hotels ein kleines Museum untergebracht, das sich mit dem Nahostkonflikt befasst. Es wird von Gavin Grindon, Kunstprofessor an der University of Essex, kuratiert, der mit Banksy bereits beim „Museum of Cruel Objects“ in Dismaland zusammengearbeitet hatte. Im Nachbargebäude eröffnete der „Wall*Mart“, der Schablonen-Tutorials und Graffiti-Workshops anbietet und es Besuchern ermöglicht, an der Mauer eigene Kunstwerke aufzusprühen oder aufzumalen.

## Wirkung und Kritik
Medienberichten zufolge hatte die Hoteleröffnung einen positiven Effekt auf den Tourismus der Stadt Bethlehem. Gäste, die früher nur einen Tag geblieben waren, um die Geburtskirche zu besichtigen, würden jetzt auch das Walled Off Hotel besuchen und dort nächtigen. Rund um den Betrieb, der 45 Einheimische beschäftigt und dessen Einnahmen ausschließlich der Gemeinschaft zugutekommen, entdeckten viele Gewerbetreibende die Marke Banksy als Geschäftsmodell. Es entstand eine eigene Souvenir-Industrie, die sich auf die Reproduktion seiner Werke spezialisiert hat. Taxifahrer und Stadtführer bieten Touren an, Geschäfte eröffneten im zuvor eher gemiedenen Gebiet nahe der Mauer. Die wirtschaftlichen Folgen der durch die israelische Regierung verhängten strengen Einreiseregeln konnten so zumindest teilweise abgemildert werden.
Während einige Autoren sein Hotelprojekt als „Vorbild für sozial engagiertes künstlerisches Engagement“ und die Gestaltung der Mauer als „Instrument des Widerstandes“ ähnlich der Berliner Mauer sehen, muss sich der Brite auch Kritik an seiner Arbeit in Palästina gefallen lassen. Ein häufiger Vorwurf von palästinensischer Seite ist jener des „Konflikttourismus“. Der Künstler würde mit seinen Werken das Leid der Palästinenser verharmlosen oder banalisieren und zudem noch davon profitieren. Einige Einheimische sehen in dem Hotel gar eine internationale Verschwörung, die die israelischen Besatzer und die Palästinenser als „gleichberechtigte Seiten im Kampf“ repräsentieren wolle. Jamil Khader, Forschungsdekan der Universität Bethlehem, verteidigte Banksy gegen Anschuldigungen dieser Art und sieht in dem Hotel „ein mächtiges antikoloniales Statement gegen den britischen Imperialismus, das zionistische Kolonialprojekt, die israelische Besatzung und die Apartheidpolitik in Palästina“.
Von israelischer Seite wird vor allem das hausinterne Museum kontrovers diskutiert. Der Ausstellung, die die Opferrolle Palästinas in den Fokus rückt, wird Einseitigkeit vorgeworfen. Kritisiert werden auch einzelne Kunstwerke. Der britische Ableger der Organisation CAMERA sah in einem Porträt von Jesus mit einem Laserpunkt auf der Stirn und drei darüber fliegenden Drohnen die antisemitische Trope des Gottesmordes verbildlicht. Ralf Balke kritisierte 2019 in der Jüdischen Allgemeinen eine Krippenminiatur, die das Jesuskind mit Maria und Josef vor der Mauer und einem Einschussloch anstelle des Sterns von Bethlehem zeigt. Er warf Banksy vor, an einer „chronischen Israel-Obsession“ zu leiden, erinnerte außerdem an die Schutzfunktion der Sperranlagen und deren Bau als Reaktion auf palästinensische Selbstmordattentate.

## The Walled Off Hotel Paris
Am 9. Juni 2021 eröffneten der belgisch-albanische Unternehmer Hazis Vardar, der in Frankreich mehrere Theater betreibt, und sein Bruder, der Schauspieler Ali, im 9. Arrondissement von Paris eine inoffizielle Nachbildung von Banksys Hotel. Das Hotel und Museum entstand in einem Nachbargebäude der temporären Ausstellung The World of Banksy und verfügt mit 20 Zimmern über doppelt so viele wie das Original. Das Werk Banksys wurde laut den Betreibern „dramatisiert“ und viele Einzelstücke anhand von Abbildungen repliziert. Idee sei es, die „Kunst für Uneingeweihte zugänglich zu machen“ und gleichzeitig „das Werk von Banksy zu thematisieren“. Darüber, ob es sich dabei um eine gelungene Hommage an den Künstler oder eine Trivialisierung eines seiner bekanntesten Werke handelt, gehen die Meinungen auseinander.